# Огниво (фильм, 2024)
«Огниво» — российский фэнтезийный фильм режиссёра Александра Войтинского, написавшего сценарий в соавторстве с Александром Архиповым, вдохновлённый одноимённой сказкой Ханса Кристиана Андерсена. Картина рассказывает о приключениях молодого человека по имени Иван, который помогает юной царевне Даше снять проклятие с её матери.

## Сюжет
Действие разворачивается в вымышленном древнерусском царстве. Им правит добрый и благородный царь Берендей вместе со своей женой Настасьей и верным помощником, солдатом Фомой. Также у них есть дочь Даша, которая лишена зрения, но, несмотря на это, обучается у Фомы искусству боя и вполне с этим справляется.
Однажды Берендей возвращался с дальнего плавания вместе с пожилым волшебником, везя с собой большую книгу заклинаний, одним из которых планировал дать Даше зрение. Однако они не знали, что местные аферисты Лиходей и Балалай зажгли на берегу фальшивый сигнальный костёр, ведущий на острые скалы, стремясь таким образом потопить корабль и ограбить. Фома пытался им помешать, но был лишён сознания ударом палки по голове. План удаётся, и весь экипаж, кроме волшебника, погибает при крушении. Умирающий волшебник, приняв Лиходея за случайного прохожего, отдаёт ему свою книгу заклинаний, попросив передать царице. Однако Лиходей, увидев содержимое книги и опробовав одно из заклинаний (которые оказываются одноразовыми, так как исчезают со страниц после произнесения и применения), решает использовать её, чтобы захватить трон. Царица Настасья, пришедшая на место крушения и быстро догадавшись о сути произошедшего, пытается наброситься на злодея с саблей Фомы, но Лиходей применяет на ней чары подчинения, и царица начинает беспрекословно ему подчиняться и считать своим царём. Под его внушением, она объявляет подошедшим бойцам, что их предал Фома и был за это казнён, а Лиходей отныне будет новым царём. Самого Фому, который только начал приходить в себя, Лиходей превращает в ворона.
Вскоре Лиходей обосновывается в царском дворце с «супругой» и предлагает назначить Балалая генералом их армии, как вдруг появляется Даша, ожидавшая встречи с отцом. Узнав голос Лиходея, она пытается поговорить с матерью, но та из-за заклятия забыла даже о существовании дочери. Отправив царицу в её покои, Лиходей очередным заклинанием заточает Дашу в волшебное огниво, которое Балалай ранее забрал из кармана умершего волшебника. Подоспевший Фома-ворон подбирает мешочек с огнивом и пытается улететь подальше, но Балалай стреляет в него из ружья, и огниво падает с высоты в высохший колодец.
Проходит три года. Младший брат Фомы, Иван, после исчезновения и подставы брата ушедший из дома, стал мошенником-авантюристом, каждый день кого-то обманывая или грабя, пока не попал в тюрьму. Обыграв охранника в «монетку» и заполучив таким образом его униформу, Иван сбегает, слившись с толпой других царских солдат. Внезапно поняв, что попал на настоящую войну, он в ужасе пытается под шумок убежать, в итоге упав в тот самый колодец и найдя огниво. Позже, уже после боя, его находят другие солдаты и, приняв за дезертира, приговаривают к казни. Ему удаётся спастись благодаря случайной помощи французского путешественника Жана, который пролетал мимо на воздушном шаре и сбросил вниз верёвку, чтобы измерить высоту. Иван случайно ломает механизм подачи воздуха, и ему приходится спуститься обратно на землю.
Набрав дров, Иван решает с помощью огнива зажечь себе костёр и в результате случайно выпускает Дашу. Та, на ощупь узнав в его одежде солдатскую форму, решает ему довериться и рассказывает свою историю. Иван не особо верит ей, но она уговаривает его проверить силу огнива, которое на самом деле может исполнять желания. Иван загадывает желание получить пять рублей, и вскоре рядом возникает старик с тележкой, который просит Ивана порубить ему дрова за пять рублей. Иван вежливо отказывается, и старик вместе с тележкой исчезает в волшебных искрах. Убедившись, что Даша говорит правду, Иван решает использовать её и, пообещав найти способ вернуть её домой, просит подсказать, как добраться до царской казны. Даша, не заподозрив подвоха, учит Ивана своему методу ориентировки с помощью считалочки «Аты-баты, шли солдаты».
Доехав до города и оставив Дашу на попечение трактирщика, Иван проникает во дворец и ворует из казны целый мешок золота, но вскоре его обнаруживают и начинают преследовать. Через печную трубу он попадает прямо в тронный зал к Лиходею и пытается выдать себя за любовника дворцовой поварихи, но она его, естественно, не опознаёт, и мошенника сажают в камеру. Иван загадывает огниву желание выбраться из камеры, на что к нему входит та самая повариха Авдотья, которая под влиянием огнива в него влюбилась и решила выйти замуж. Иван, ничего такого для себя не планировавший, вежливо отказывается от брачного договора, и она возвращает его в камеру, после чего исчезает в искрах.
Во дворце Лиходей с удивлением застаёт царицу за вышивкой портрета Даши. Поначалу его это пугает, но царица признаётся, что сама не понимает, почему шьёт именно этот образ, и Лиходей успокаивается.
В камере Ивану снится сон, что Фома-ворон прилетел к нему в камеру и рассказал, что заклинания из книги волшебника можно записать снова с помощью волшебных чернил и самописного пера. Чернила надо добыть у маленьких человечков Гуров, живущих в собственном подземном государстве, а перо можно получить у волшебных птиц — Гамаюн и Алконост, живущих в горах под облаками. Он предлагает Ивану вызваться добыть эти вещи для Лиходея, потребовав механическую лошадь. Проснувшись, Иван выполняет эти указания, и Лиходей действительно выдаёт ему механическую лошадь для путешествия, когда Иван просит взамен выполненного задания собственное царство. Лошадь оказывается говорящей и разумной, имеет кличку «Куда-Надо», поскольку доставляет своих пассажиров именно «куда надо», а не куда они хотят, и делает это за деньги (для этого у неё в спине щель для монет). В результате она не везёт Ивана сразу на остров Гуров, а туда, где он оставил Дашу. Испугавшийся Иван поначалу пытается притвориться, что его нет, но под взглядом трактирщика всё же забирает девочку с собой.
Перед отправкой на задание Иван решает навестить дядю, которого покинул после опалы брата, из-за которой их лишили имущества. Он решает оставить Дашу там, чтобы она не была «балластом», но упрямая девочка всё равно решает с ним ехать. Для благословения дядя даёт Ивану мешочек земли их деревни. Парень поначалу хочет его выбросить, но из уважения к дяде оставляет. За время путешествия Иван находит с Дашей и Куда-Надо общий язык, и они становятся друзьями.
Добравшись до острова Гуров, Иван решает войти туда один, но заглядывается на человечков и попадается. Его приговаривают к смерти, но внезапно появляется Даша и требует оставить её друга в покое. Один из воинов, Аметист, решает сразиться с ней, хотя Иван пытается протестовать, ссылаясь на возраст и слепоту девочки. Для честности Аметист надевает повязку на глаза. Однако Даша, хорошо помня уроки Фомы, ловко уворачивается от всех ударов, и в итоге Аметист едва не падает в пропасть. Она помогает ему вылезти, и старейшина меняет гнев на милость. Он дарит Даше шубку и шапку, а Ивану отдаёт чернила.
От нехватки воздуха Даша падает в обморок, и Ивану приходится вынести её на руках. Упрекая себя за то, каким испытаниям её невольно подверг, он пытается честно рассказать ей, что он брат Фомы и никакой не солдат, а мошенник. Девочка его не слышит. Очнувшись, она решает научить Ивана ориентироваться на слух, чем укрепляет их дружбу. После этого они вместе лезут вверх в горы, но от снежного холода на вершине засыпают, перед этим признав друг друга названными братом и сестрой. Однако внезапно они слышат с вершины звук кирки и, поднявшись, встречают там Жана. Он помогает им прийти в себя и рассказывает, что не может отсюда улететь, так как Иван тогда по глупости выбросил его корзину с углём и тем самым лишил его топлива. Друзья едва не впадают в отчаяние, но внезапно появляется Куда-Надо, которая ради друзей преодолела свой страх высоты и взобралась на вершину. При этом она так сильно перегрелась, что начала дышать горячим паром. Жан понимает, что её дыхание можно использовать для воздушного шара, и четвёрка успешно улетает, надев лошади повязку на глаза.
Они долетают до нужной вершины, и вскоре Иван с Дашей находят волшебных птиц. После небольшого разговора они отдают перо, и Иван с Дашей возвращаются в царство. Оставив Дашу у входа во дворец, Иван приходит к Лиходею, но требует в обмен на перо и чернила воссоединить царицу Настасью с дочерью, угрожая в противном случае разлить чернила. Однако Лиходей просто отбирает их у Ивана, надев шапку-невидимку, и выпроваживает незадачливого героя из дворца. Даша плачет, но Иван, искренне полюбивший девочку, решает в любом случае помочь и загадывает огниву желание воссоединить Дашу с матерью, пусть даже ценой жизни самого Ивана. Волшебные огни сгущаются вокруг него, и он переносится назад во времени: в тот самый вечер, когда Лиходей и Балалай убили царя Берендея. Балалай, увидев невесть откуда взявшегося солдата, сразу убегает, а Лиходей пытается атаковать Ивана своим факелом. Герой бросает ему в лицо подаренную дядей землю, и Лиходей слепнет. Иван уничтожает фальшивый сигнальный огонь и зажигает настоящий, благодаря чему корабль безопасно причаливает к берегу, и волшебник своей магией дарует Даше зрение.
Магия огнива возвращает Ивана в будущее. Только теперь оно изменилось: поскольку Фома никогда не превращался в ворона и не пропадал, он в итоге вдохновил брата измениться, и Иван стал настоящим солдатом царской армии. Он успешно принимает участие в той самой битве, на которую случайно попал в начале, и зарабатывает этим похвалу от брата. Затем он спасает Жана, которого солдаты ошибочно приняли за вражеского шпиона, и отдаёт Фоме золотые серьги Даши (ранее она отдала их ему в оригинальной линии времени, чтобы он отдал их царице в попытке вернуть память, но Иван оставил их себе в надежде продать). Девочка радуется серёжкам, но затем ощущает что-то знакомое, а затем видит в толпе Ивана и вспоминает всё, что они пережили вместе. Счастливые названные брат и сестра обнимаются со слезами радости. Царь Берендей в недоумении смотрит на волшебника, который вслух догадывается, что именно Иван тогда зажёг для них сигнальный огонь.
В последних кадрах Иван и Даша вместе гуляют на природе, вспоминая свои приключения.

## В ролях
- Роман Евдокимов — Ваня
- Антонина Бойко — Даша
- Виталий Хаев — Лиходей
- Михаил Трухин — Балалай
- Ирина Старшенбаум — царица Настасья Ивановна
- Ян Цапник — Жан
- Сергей Марин — Фома
- Алексей Фаддеев — царь Берендей
- Юрий Кузнецов — дядя Семён
- Александр Семчев — трактирщик
- Владимир Носик — волхв Белозёр
- Ирина Горбачёва — Алконост / Гамаюн
- Игорь Богомягков — старейшина гмуров
- Валентина Мазунина — Авдотья
- Кирилл Круглов — Аметист
- Николай Ларчуженков — Топаз
- Виктор Низовой — Федот-пушкарь
- Дмитрий Быковский — палач

## Саундтрек
- Ирина Старшенбаум - Последняя поэма
- Валентина Толкунова - Деревянные лошадки

## Производство
2 августа 2023 года кинокомпания СТВ, телеканал «Россия», компания CGF при поддержке Фонда кино начали съёмки полнометражного фильма «Огниво» по мотивам одноимённой сказки Ганса Христиана Андерсена.
В киноленте объединены персонажи многих русских сказок. Создатели «Огнива» ранее работали над фильмами «Конёк-Горбунок», который стал одним из наиболее кассовых российских релизов и собравший в прокате более одного миллиарда рублей в 2021 году, а также «По щучьему велению», вышедшем в прокат 26 октября 2023.

## Прокат
В прокат фильм вышел 24 октября 2024 года. В дебютный уикенд «Огниво» заработал 275 миллионов рублей, возглавив российский прокат с 24 по 27 октября.

## Отзывы
Георгий Амиян из «Тинькофф Журнала» отметил, что «яркие главные герои» смогли сделать «Огниво» неплохой киносказкой, «даже несмотря на невыдающийся сюжет», однако в фильме присутствуют заметные недостатки. Среди них автор выделил «совсем не убедительную» компьютерную графику и некачественное переозвучивание речи актёров: «видно, что слова героя не синхронизированы с его же губами». Мария Самарина из «Постньюс» также выделила ярких персонажей и хорошую актёрскую игру, но также заявила, что «смешение стилей не играет на руку фильму», хотя в целом фильм выполнил свою задачу «научить хорошему, доброму, вечному». Денис Корсаков из «Комсомольской правды» отметил, что лента выглядит как «сон режиссёра, пожизненно заточённого в сказочный мир с принцессами, птицами и огненными вихрями».